# Paguristes
Paguristes är ett släkte av kräftdjur. Paguristes ingår i familjen Diogenidae.

## Dottertaxa tillPaguristes, i alfabetisk ordning[1]
- Paguristes angustitheca
- Paguristes anomalus
- Paguristes bakeri
- Paguristes cadenati
- Paguristes calliopsis
- Paguristes erythrops
- Paguristes grayi
- Paguristes hernancortezi
- Paguristes hewatti
- Paguristes hummi
- Paguristes inconstans
- Paguristes invisisacculus
- Paguristes lapillatus
- Paguristes laticlavus
- Paguristes limonensis
- Paguristes lymani
- Paguristes moorei
- Paguristes oxyophthalmus
- Paguristes paraguanensis
- Paguristes parvus
- Paguristes perplexus
- Paguristes puncticeps
- Paguristes sericeus
- Paguristes spinipes
- Paguristes starcki
- Paguristes starki
- Paguristes tenuirostris
- Paguristes tortugae
- Paguristes triangulatus
- Paguristes turgidus
- Paguristes ulreyi
- Paguristes wassi